# North Aurora
North Aurora – wieś w Stanach Zjednoczonych, w stanie Illinois, w hrabstwie Kane.